# محمد كاظم الشريعتمداري

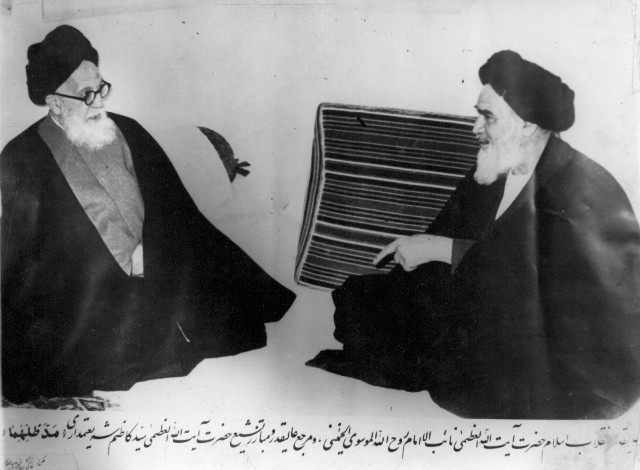
شريعتمداري مع الخميني

السيد محمد كاظم الحسيني الشريعتمداري (1905 - 3 أبريل 1986). مرجع شيعي إيراني كانت له أدوار دينية وسياسية معروفة في إيران والعراق، إذ كان السبب الرئيسي لإنقاذ الخميني من الإعدام بزمن الشاه رضا بهلوي حيث كان الشاه يمنع سجن رجال الدين المجتهدين وعليه فحينما تحرك لاصدار شهادات اجتهاد للخميني تم الإفراج عنه رغم عدم وجود دلالة على ذلك.
تولى المرجعية سنة 1961 بعد وفاة المرجع حسين البروجردي فرجع إليه - في التقليد - عدد كبير من الشيعة في إيران وباكستان والهند ولبنان ودول الخليج.

## الولادة
ولد السيد محمد كاظم شريعتمداري، عام 1322 للهجرة (1906) في مدينة تبريز، ونسبه يصل إلى الإمام زين العابدين علي بن الحسين بن علي بن أبي طالب.

## الدراسة
بعد إكماله للمقدمات والسطوح، تتلمذ لفترة على يد ميرزا صادق وميرزا أبوالحسن أنكجي حيث تلقّى دروس الرسائل والمكاسب.

وفي عام 1343 هـ هاجر إلى قم، وحضر دروس كل من:
- الشيخ عبدالكريم الحائري اليزدي
- الميرزا علي أكبر يزدي في العلوم المعقلية

ثم هاجر إلى النجف، وتلقى دروسا فيها على كل من:
- المحقق النائيني
- السيد أبو الحسن الأصفهاني
- الحاج آغا ضياء الدين العراقي

## عودته إلى إيران
بعد توجيه دعوة له من قبل علماء وشخصيات تبريز عاد من العراق إلى إيران، وبقي في تبريز حتى عام 1369 ألقى خلالها دروس الخارج في الفقه والأصول في الحوزة العلمية بتبريز.
وقد طبعت تقريرات دروسه مرات عديدة من قبل تلامذته في تبريز.

## مرجعيته في قم
بعد عام وجّه إليه علماء الحوزة العلمية في قم -ومنهم السيد حسين البروجردي- دعوة للعودة فعاد إليها. 

وقد حظي في قم باهتمام كبير من قبل السيد البروجردي.

وبعد رحيل السيد البروجردي، تصدى السيد شريعتمداري مع السيد المرعشي النجفي، والشيخ مرتضى الحائري، وصادق الروحاني، ومحمد رضا الكلبايكاني، والداماد والسيد صدر الدين الصدر، والشيخ محمد طاهر ال شبير الخاقاني، والشيخ محمد علي الاراكي تصدوا لأمر إدارة الحوزة العلمية.

و كان له الدور الكبير في حفظ وصيانة الحوزة العلمية في قم المقدسة، وسائر المدن، وكانت مرجعيته إضافة إلى سائر مناطق إيران، أصبحت مرجعية عالمية، شملت كل من الباكستان، والهند، والكويت، وقطر، ولبنان بمساعي السيد موسى الصدر.

## تلامذته
كان السيد شريعتمداري يلقي دروسا خاصة وكان من الحضور:
- الشيخ ناصر مكارم
- السيد موسى الصدر
- السيد موسى شبيري زنجاني
- السيد راغب ال كمونة الحسيني
- الشيخ جعفر السبحاني
- السيد رضا الصدر
- الشيخ عيسى الخاقاني
- الشيخ حسن محمد تقي الجواهري
- الشيخ محمد علي التسخيري

## بعض إنجازاته في قم
بذل السيد جهودا كبيرة في التعريف بالثقافة الشيعية من خلال تأسيس العشرات من المؤسسات والمراكز الإسلامية في الداخل والخارج ومنها:
- تأسيسه لمجلة «مكتب الإسلام» عام 1337 للهجرية الشمسية
- تأسيسه لدار التبليغ الإسلامي عام 1343 التي كانت لها ارتباطات مع أكثر من 1500 مؤسسة ومركز إسلامي في خارج إيران

## موقفه من الثورة الإيرانية
طوال فترة الاضطرابات الثورية في إيران في أعوام 1978-1980، ظل شريعتمداري متمسكًا بالموقف الشيعي التقليدي القائل بأنه منذ نهاية الخلفاء الراشدين (أو بداية الغيبة الكبرى) ليست هناك سلطة زمنية وهي سلطة ناقصة: قد تكون الحكومات عادلة أو لا تكون، إنما يبقى دور السلطة الدينية خارجها وفي مواجتهما، إن لم يكن في معارضتها. وكان شريعتمداري يقول باستمرار «إما أن يكون هناك ملك، أو لا يكون»، مشيرًا إلى رأيه القائل بأن الحكومات ملكية أو جمهورية، عادلة أو غير عادلة، أمر مختلف وشيء منفصل عن الدين وقيمه.

بالنسبة إلى شريعتمداري وأنصاره من الأذريين وغيرهم، ليس للإسلام، كديانة، دور أساسي في السلطة. وبالتالي فإن الدعوة بهذا الاتجاه ليست الدعوة الصحيحة. وهنا يوافق مع المثقفين العلمانيين من معارضي الدستور الجديد الداعي إلى ولاية الفقيه الذي تكون له في النهاية «ولاية الأمر».

## خلافه مع أركان الثورة الإيرانية
بعد قيام الثورة الإيرانية ضد الشاه، وانتصارها وعودة قياداتها من الخارج، تم طرح فكرة ولاية الفقيه كنظام حكم فعارضه السيد محمد كاظم شريعتمداري. 

قامت حركات معارضة لهذه الفكرة وأهم تلك الحركات كانت حركة تبريز التي لا تحمل بوادر انفصالية، كغيرها من الحركات القومية الإيرانية، وكان وراء الحركة الحزب الإسلامي الشعبي الجمهوري، وهو حزب الأكثرية في أذربيجان ويبلغ تعداد أعضائه المليون ونصف المليون عضو منتسب، وكان السيد محمد كاظم شريعتمداري مقرّبا من قياداته.

وكان هدف الحركة الأساسي معارضة الدستور الإيراني الجديد الذي استُفتي عليه في كانون الأول 1979، وأعطي بموجبه الخميني صلاحيات مطلقة تفوق الصلاحيات التي كان يتمتع بها الشاه السابق. وقد اشتعل فتيل الاضطرابات بحادثة إطلاق النار على منزل شريعتمداري في قم من قِبل بعض أنصار خميني. ووفرت هذه الحادثة كل المبررات المطلوبة لاحتلال مبنى الإذاعة والتلفزيون في تبريز، والاستيلاء على المباني الحكومية، وطرد حاكم أذربيجان الإيرانية المعين حديثا. وفي غضون أسبوع واحد كان الحزب قد استولى على المدينة كلها ما عدا ثكنات الجيش والحرس الثوري اللذين «وقفا على الحياد».

## وفاته
على إثر ذلك اتهمته أجهزة الثورة بالتآمر، كما اتهمته بمحاولة اغتيال قيادات في الثورة، وفُرضت عليه الإقامة الجبرية في منزله، ومُنِع من التدريس في الحوزة، وتعرض أتباعه للتنكيل وتعرض هو للضرب والإهانة وتم إحراق مكتبته وبعد تعرضه للمرض تم منع اسعافه وعلاجه فتوفي في بيته، ودفن سرًا من قبل الأجهزة الرسمية في الليل في مقبرة مهجورة.